# Diébédo Francis Kéré
Pour les articles homonymes, voir Kéré.
Diébédo Francis Kéré, né en 1965 à Gando, est un architecte germano-burkinabé.
En 2022, il est le premier Africain à recevoir le prix Pritzker d'architecture.

## Biographie
Diébédo Francis Kéré naît à Gando, un village du Burkina Faso. Il est le fils aîné du chef du village. Faute d’école à Gando, il part à l’âge de sept ans pour faire ses études à Ouagadougou. Après sa scolarité, il devient charpentier. Puis,  en 1990, où il passe son baccalauréat à l'âge de 30 ans et s’engage il part en Allemagne précisément à Berlin avec une bourse pour faire un stage. Il étudie l’architecture à Berlin, où il obtient son diplôme à l'université technique de Berlin en 2004.
Pendant ses études, en 1998, il crée l’association Schulbausteine für Gando (« Des briques pour l’école de Gando ») pour financer son premier projet, une école primaire dans son village. Sa première école, faite de terre, est terminée en 2001. Il a obtenu le Prix d’architecture Aga Khan. Dans les années suivantes, il travaille sur d'autres projets en Gando et dehors.
Dans chaque projet la communauté entière participe à son développement. De cette façon, ils apprennent les techniques de construction et comment l’entretenir. C’est son approche collaborative, in situ, favorisant le réemploi et le recyclage et génératrice de structures économiques locales qui vaut à Kéré de recevoir un Global Award for Sustainable Architecture en 2009. Il développe une architecture adaptée à l'Afrique.
En janvier 2024, Diébédo Francis Kéré reçoit un Crystal awards, à l'occasion de l'ouverture de la réunion annuelle du Forum économique mondial à Davos en Suisse.

## Principales réalisations

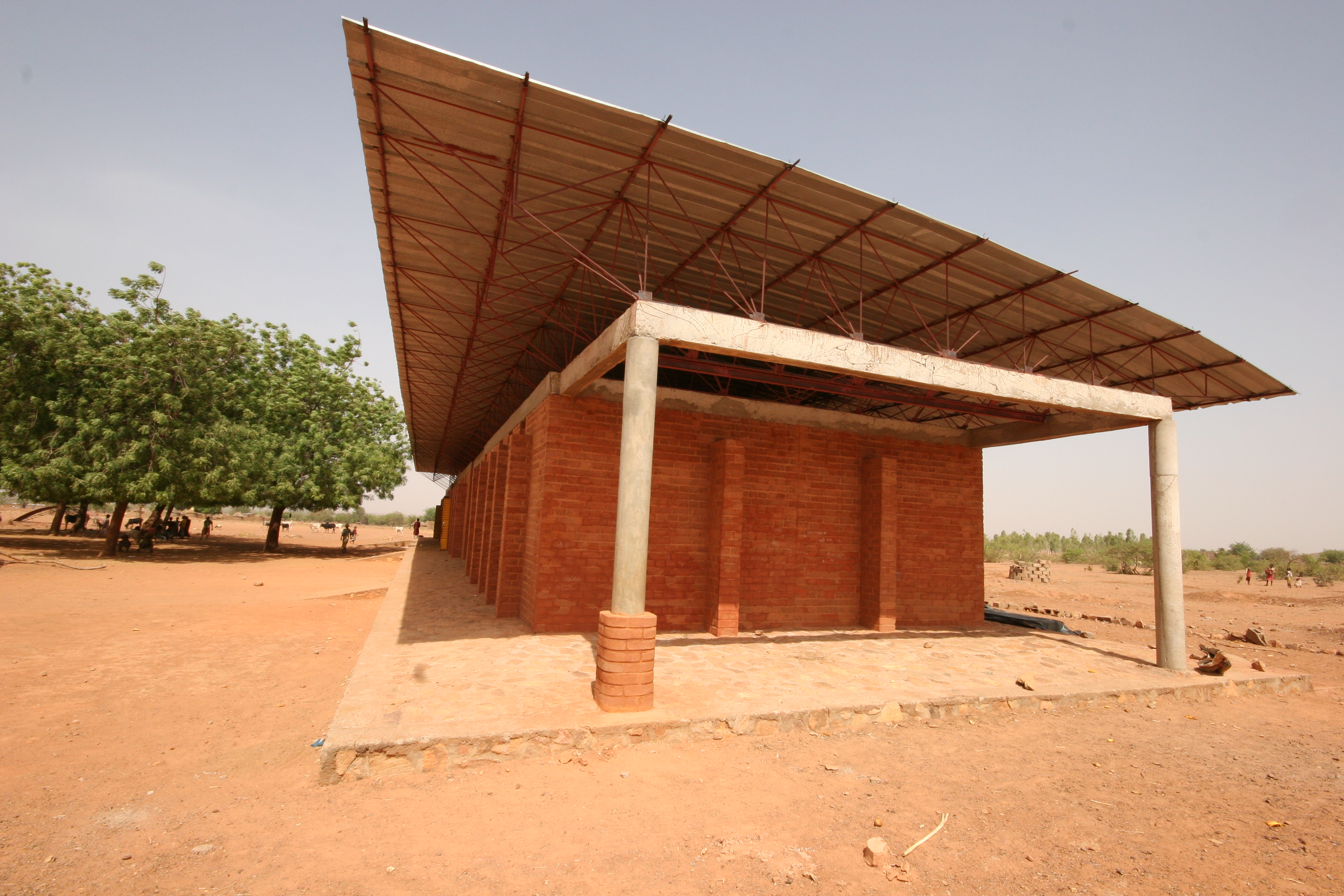
École primaire, Gando.

### École primaire
La majorité des écoles au Burkina Faso sont construites en terre, dont l’utilisation réduit  considérablement les coûts de construction et le gaspillage d´énergie électrique. La construction de l'école primaire de Gando, commencée en octobre 2000 et réalisée en grande partie par la population, s’est terminée en juillet 2001. Le projet de Kéré est basé sur des concepts qui garantissent sa durabilité. Le confort climatique est assuré, les coûts sont limités, les matériaux utilisés sont des matériaux locaux, la communauté est consultée et participe au projet.
L’école primaire se compose de trois salles disposées linéairement et séparées par des espaces extérieurs couverts, utilisables pour l'enseignement et la récréation. La structure se compose de murs porteurs constitués de blocs de terre qui absorbent la chaleur, en contrôlant la température. Le plafond est constitué de poutres de ciment sur lesquelles s'appuient une structure en acier qui soutiennent une couverture de blocs de terre comprimé. L’une des spécificités du projet réside dans le design du toit. Large, le toit est en tôle ondulée, il est supporté par une structure d'acier qui le met à distance du corps du bâtiment. Le toit protège les murs de la pluie et permet à l'air de circuler librement entre le toit et le plafond, en maintenant l'édifice au frais. La technique du projet de Kéré est devenue célèbre dans tout le Burkina Faso, en gagnant le prix Aga Khan d'architecture en 2004.
Extension de l'école primaire

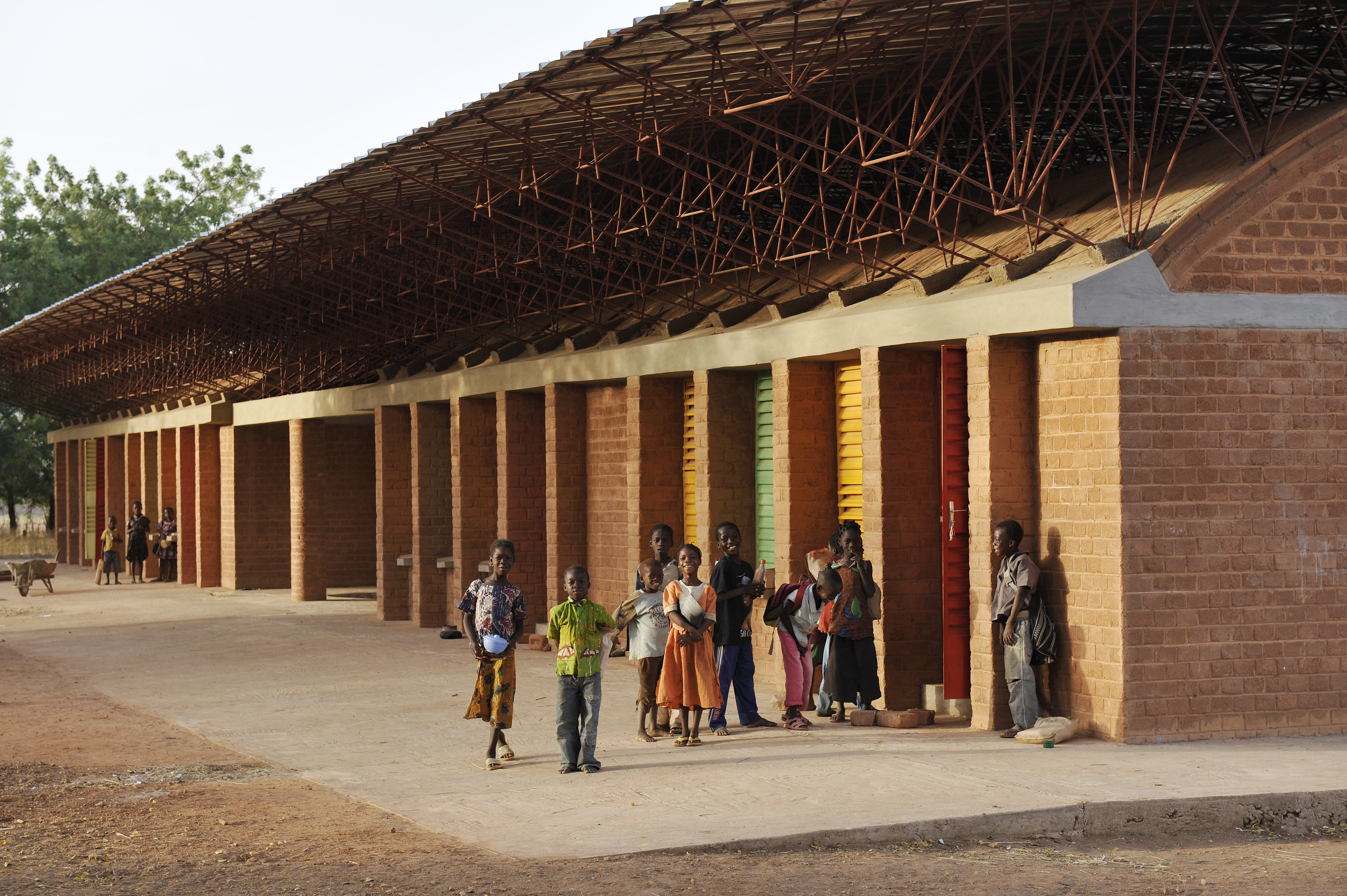
Extension de l'école primaire, Gando.

L’école primaire construite en 2001, devenue trop petite pour répondre aux besoins de la zone, nécessite d’être agrandie. Les travaux d’extension du nouvel édifice commencent en novembre 2005. L'intervention double ainsi la capacité de l'école primaire, qui peut accueillir maintenant jusqu'à 700 élèves. Comme pour le premier projet, un large toit en tôle protège les murs d'argile du soleil et de la pluie. Le système de ventilation, complètement naturel, exploite la combinaison d'énergie solaire et thermique pour permettre à l'air de circuler, en garantissant à la fois le refroidissement des classes.

### Jardin de l'école et puits

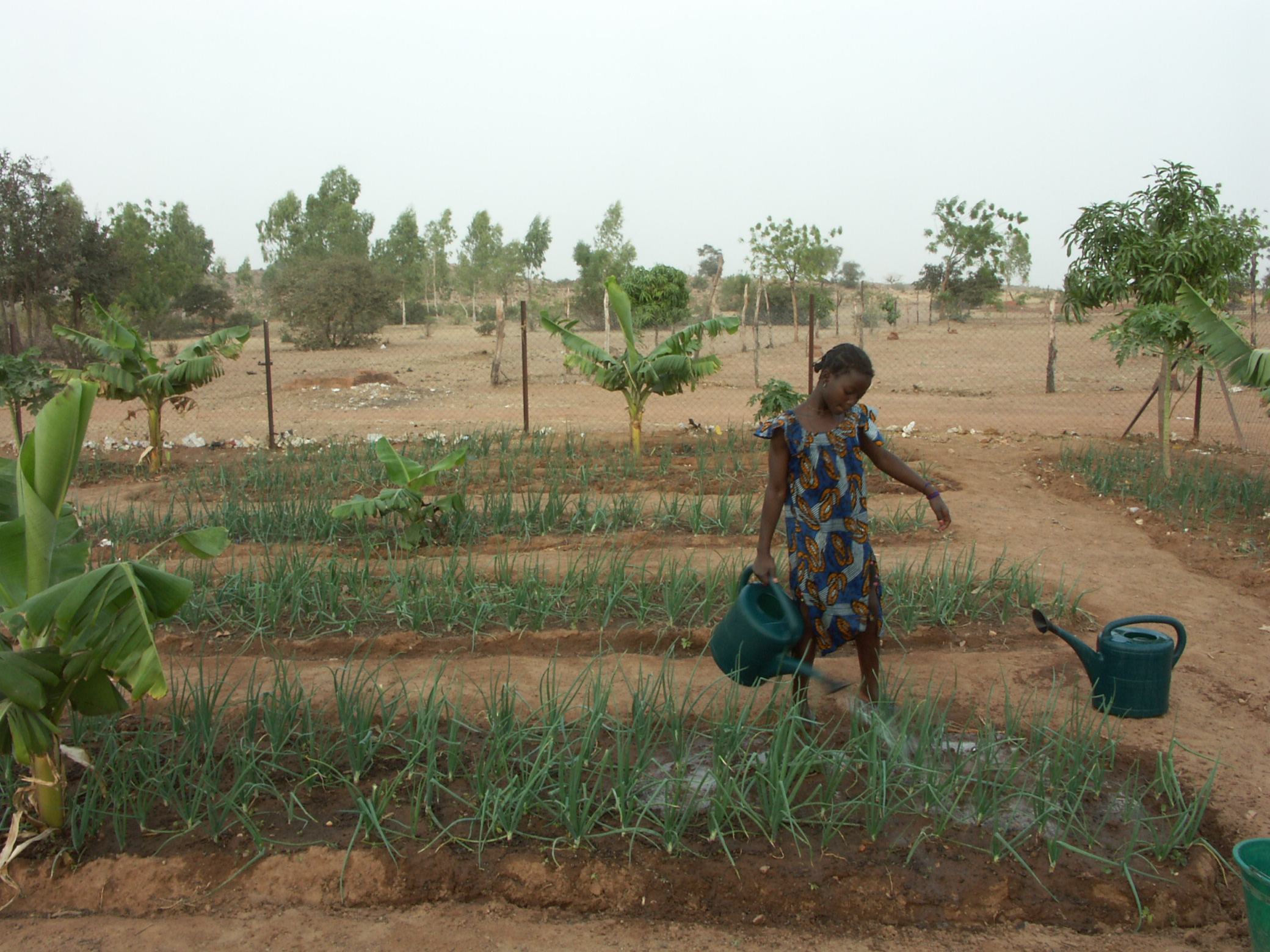
Jardin de l'école, Gando.

Au Burkina Faso il y a beaucoup d’agriculteurs de subsistance et dans les villages ruraux comme Gando, ils représentent une majorité. Cela a des impacts importants sur les familles et sur l’éducation des enfants, puisque les familles comptent sur leurs enfants pour les aider. Il est donc fondamental de donner aux enfants une connaissance pratique de l’agriculture, et en même temps s’assurer qu’ils ne s’éloignent pas de l’école. Ainsi des parterres ont été imaginés dans le projet de l’école de Gando. De plus un puits a été creusé pour fournir de l’eau à l’école et au village.Parallèlement aux cours, les élèves apprennent comment prendre soin des plantes sans utiliser de pesticides ou des engrais. Ces cours les encouragent à utiliser des méthodes durables et écologiques. Dans une région où la nourriture est insuffisante et où la majorité des habitants ont un régime alimentaire répétitif, le jardin de l’école est une importante contribution à la sécurité alimentaire. 

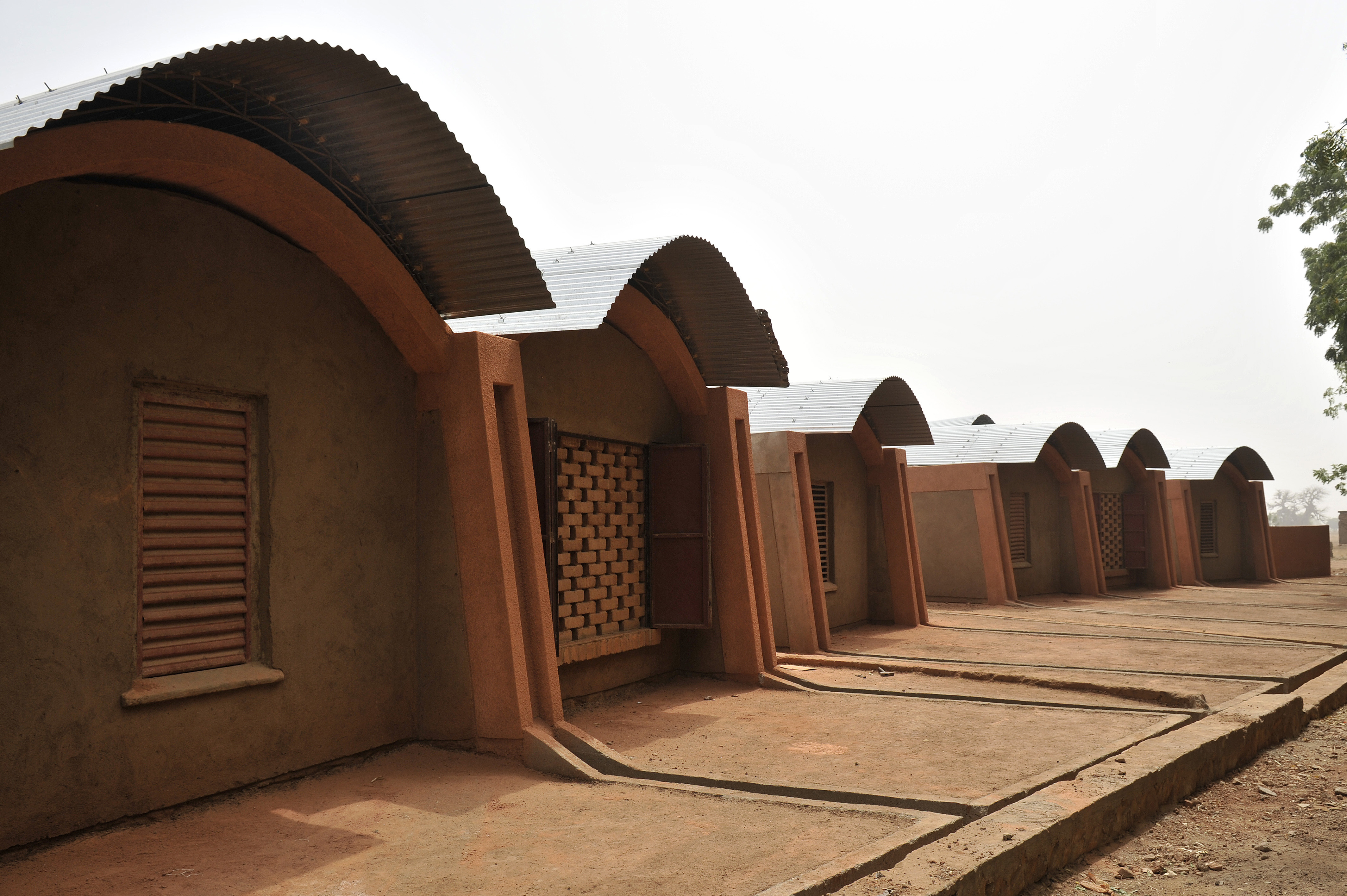
Logements pour enseignants, Gando.

### Logements pour enseignants
Le projet réalisé en 2004 prévoit six logements pour les enseignants de l'école primaire de Gando et leurs familles. Sa configuration courbe rappelle l’architecture typique des édifices burkinabés. Chaque logement se compose de trois murs parallèles de briques de terre stabilisée. Ces murs soutiennent des voûtes en berceau réalisées avec des blocs de terre stabilisée. Pour protéger l'édifice de l'humidité du sol, les épais murs de briques crus reposent sur des fondations de ciment et de granit. Les toits sont réalisés à différentes hauteurs. Ces décalages permettent de créer des ouvertures (en forme de faux). Ces ouvertures assurent la bonne ventilation et l'illumination intérieure. Un dispositif de gouttière a été inventé pour permettre le reflux des eaux: des canaux sont creusés sur la tranche des murs porteurs, ils se prolongent jusqu’au sol.

### École secondaire

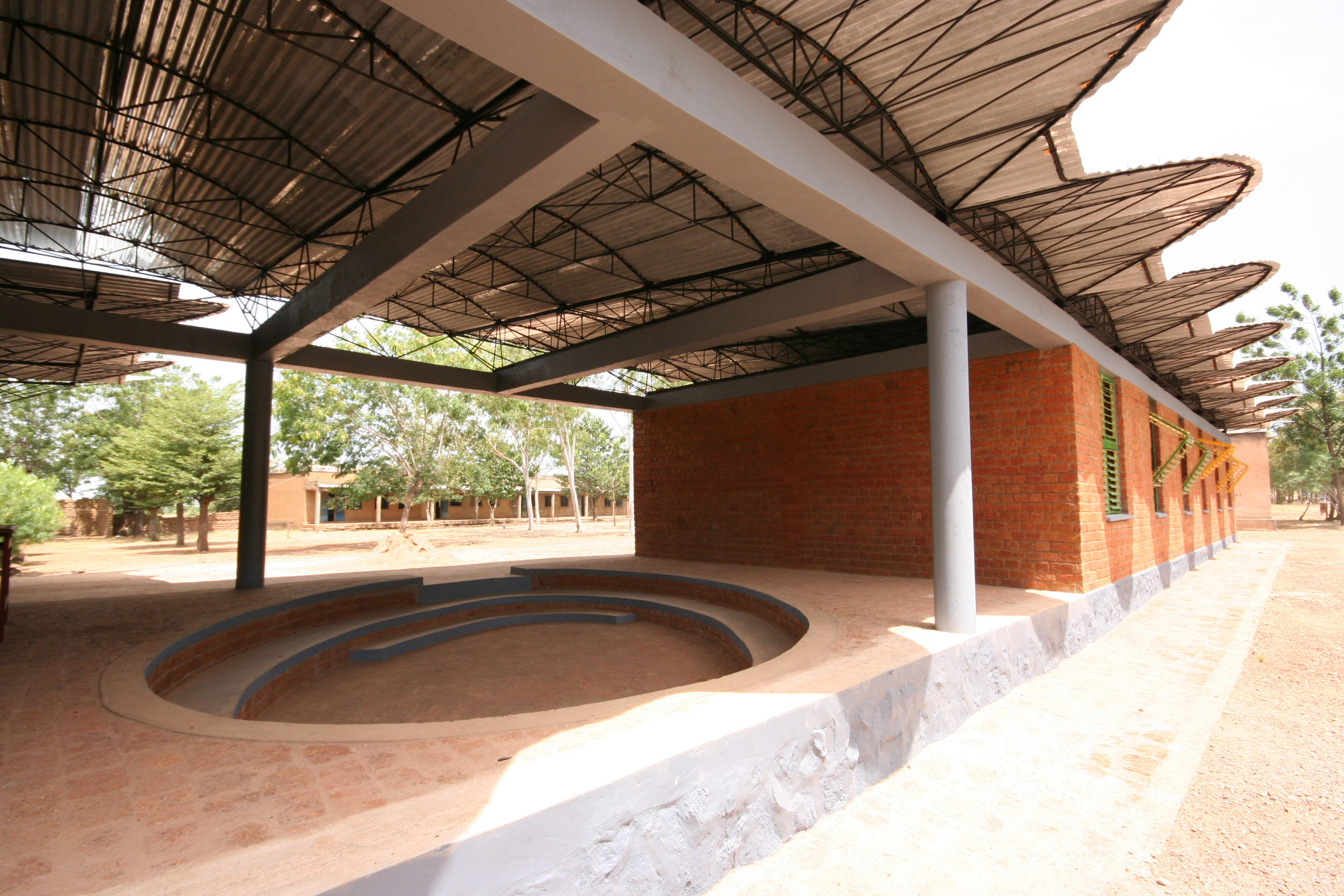
École secondaire, Dano.

Inspiré du précédent projet de Francis Kéré à Gando, l'école secondaire de Dano est réalisée en roche de latérite, abondante dans la région. L'édifice est orienté suivant l'axe est-ouest. Le toit a une saillie considérable, afin de réduire la quantité de soleil sur les murs. Le bâtiment se compose de trois salles de classe, d’une salle informatique, de bureaux et d’un espace extérieur couvert. La ventilation naturelle est obtenue par de fines ouvertures dans le plafond et par l'inclinaison du toit de métal ondulé. Le projet, achevé en 2007, a été réalisé en collaboration avec les jeunes qui avaient préalablement été formés dans les projets précédents à Gando.

### Parc national du Mali deBamako

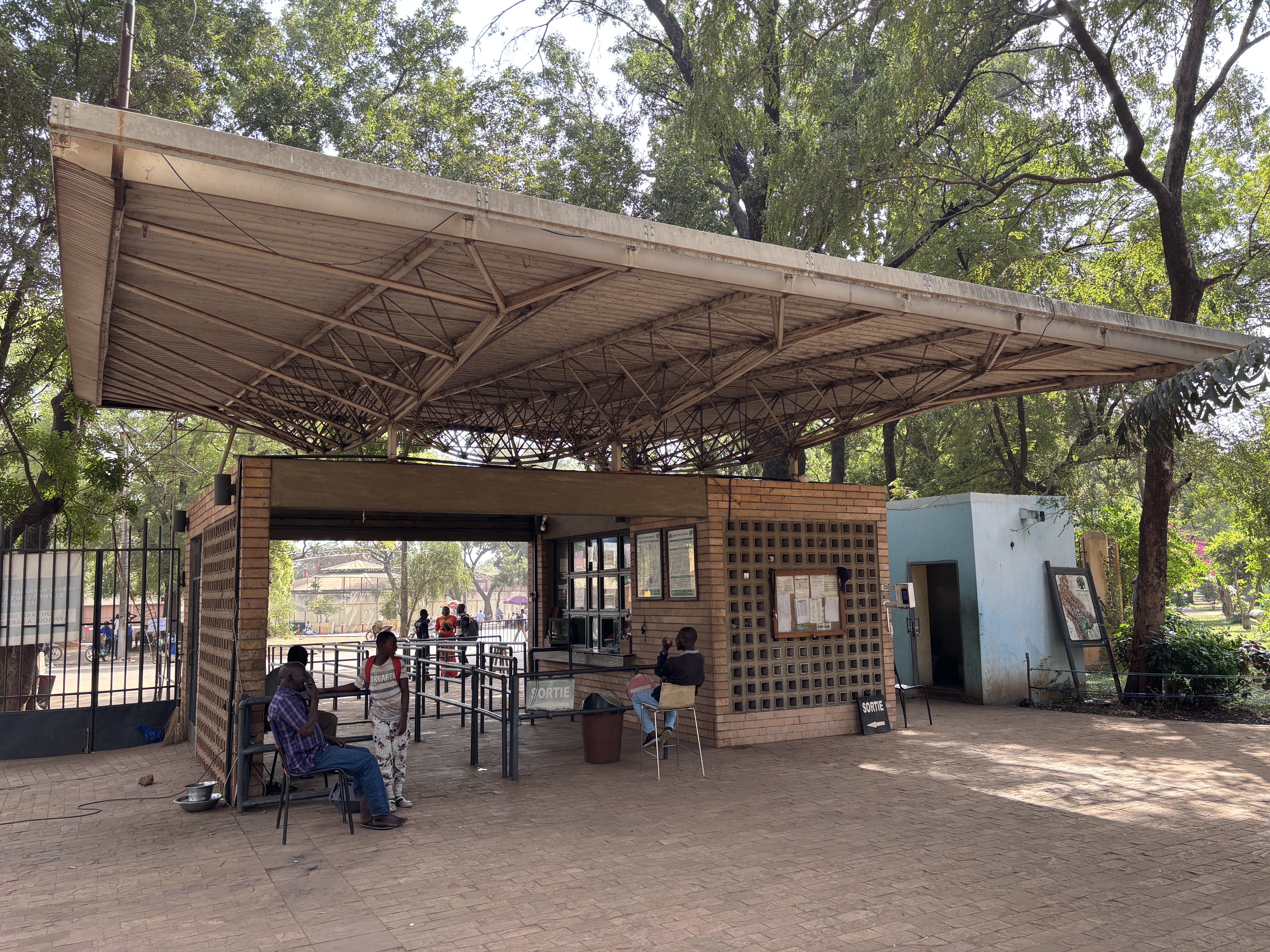
Un des pavillons d’entrée du Parc national du Mali, Bamako (architecte Kéré)

Le projet prend place dans le projet plus global de renouvellement du parc national de Bamako, à l’occasion du 50e anniversaire de l'indépendance du Mali. Le projet de Kéré prévoit de nouveaux aménagements dans le parc, comme un restaurant, un centre sportif et des bâtiments d'accueil. L'édifice principal est partagé en quatre, chaque partie ayant une fonction différente. Depuis l’intérieur, un large panorama s’offre au visiteur qui permet la vue sur le parc national et sur le lac voisin. Les édifices sont agencés de manière à produire le plus d'ombre possible.
Les bâtiments d'accueil rappellent le style architectural du restaurant et du centre sportif. De la sorte, les différents complexes créent une architecture unique et reconnaissable, grâce à l'utilisation d'un dessin commun ou grâce au choix des matériaux. Tous les édifices sont recouverts de pierre naturelle locale, avec le double but de renforcer le sens de l’identité locale et d’économiser sur les coûts de construction. Les murs ainsi conçus isolent mieux les pièces intérieures et y régulent la température. Même dans ce projet, Kéré reprend le dessin du toit saillant, qui offre ombre et crée un climat confortable dans les bâtiments. Le projet a été achevé en 2010.

### Centre pour l'architecture en terre deMopti

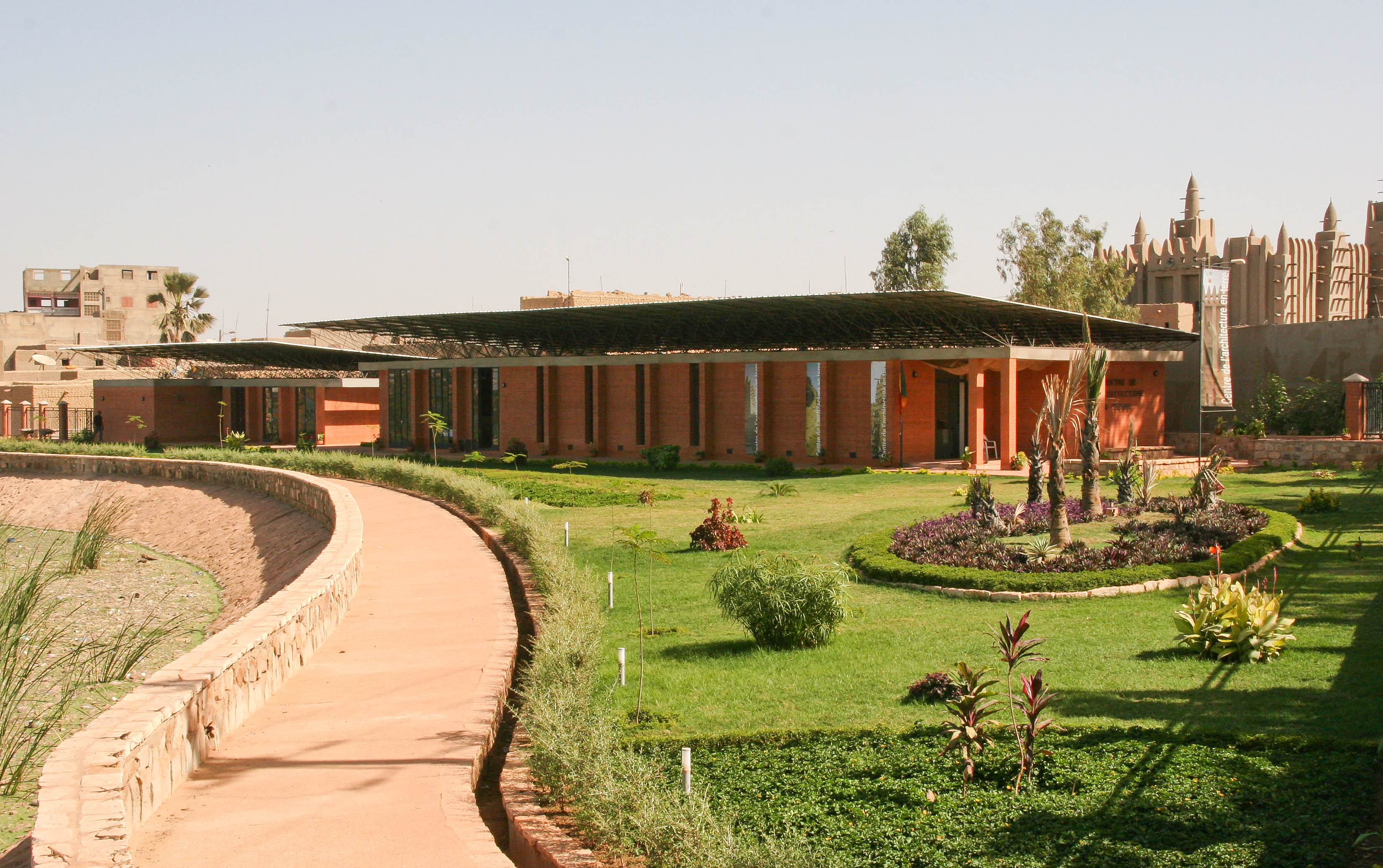
Centre pour l'architecture de terre, Mopti.

La réalisation du Centre pour l'architecture en terre achève une série d'initiatives de l'Aga Khan Trust for Culture (AKTC) en Mopti, comprenant la restauration de la mosquée et la construction d'un nouveau système d'évacuation des eaux usées. Le centre a été conçu pour être beaucoup plus qu'un espace d'exposition: l'édifice est le produit des mêmes techniques de construction utilisées pour les grandes mosquées en Mopti, Tombouctou et Djenné. Cela démontre combien un matériau qui fait partie du patrimoine local peut être utilisé dans un contexte moderne. Le centre se compose d’une salle d'exposition, d’un centre social, de bains publics et d’un restaurant, pour répondre aux exigences du district Komoguel, des visiteurs et de la communauté locale. L'édifice a une structure très simple et a été réalisé de manière à ne pas compromettre la vue sur la mosquée, en s'y alignant. Le toit saillant maintient les murs froids et approvisionne d'ombre les espaces extérieurs. Le bâtiment est aéré naturellement par des ouvertures dans les murs et les voûtes. Le chantier, sur le bord d'un lac, a été successivement rempli de façon à rendre le lac accessible au public. Le projet d'aménagement paysager comprend de vastes espaces publics et une promenade en haut de la digue contre les marées du lac.

### Centre associatif pour femmes de Gando
Le projet comprend une salle de classe, une salle de réunion, un bureau, une cuisine et des bains. Le centre contient aussi un dépôt pour les produits agricoles. Le groupe destinataire du projet est une communauté d'environ 300 femmes du village de Gando et de la zone environnante, dans la province de Boulgou au Burkina Faso. Le centre associatif pour femmes a pour but d'améliorer la qualité de vie des femmes de la zone d'une manière durable, en fournissant une plateforme d’amélioration de leurs conditions économiques et éducatives. Le centre multifonctionnel sera aussi utilisé comme lieu éducatif pour adultes, pour des rendez-vous et des sessions informatives.

### Bibliothèque de Gando

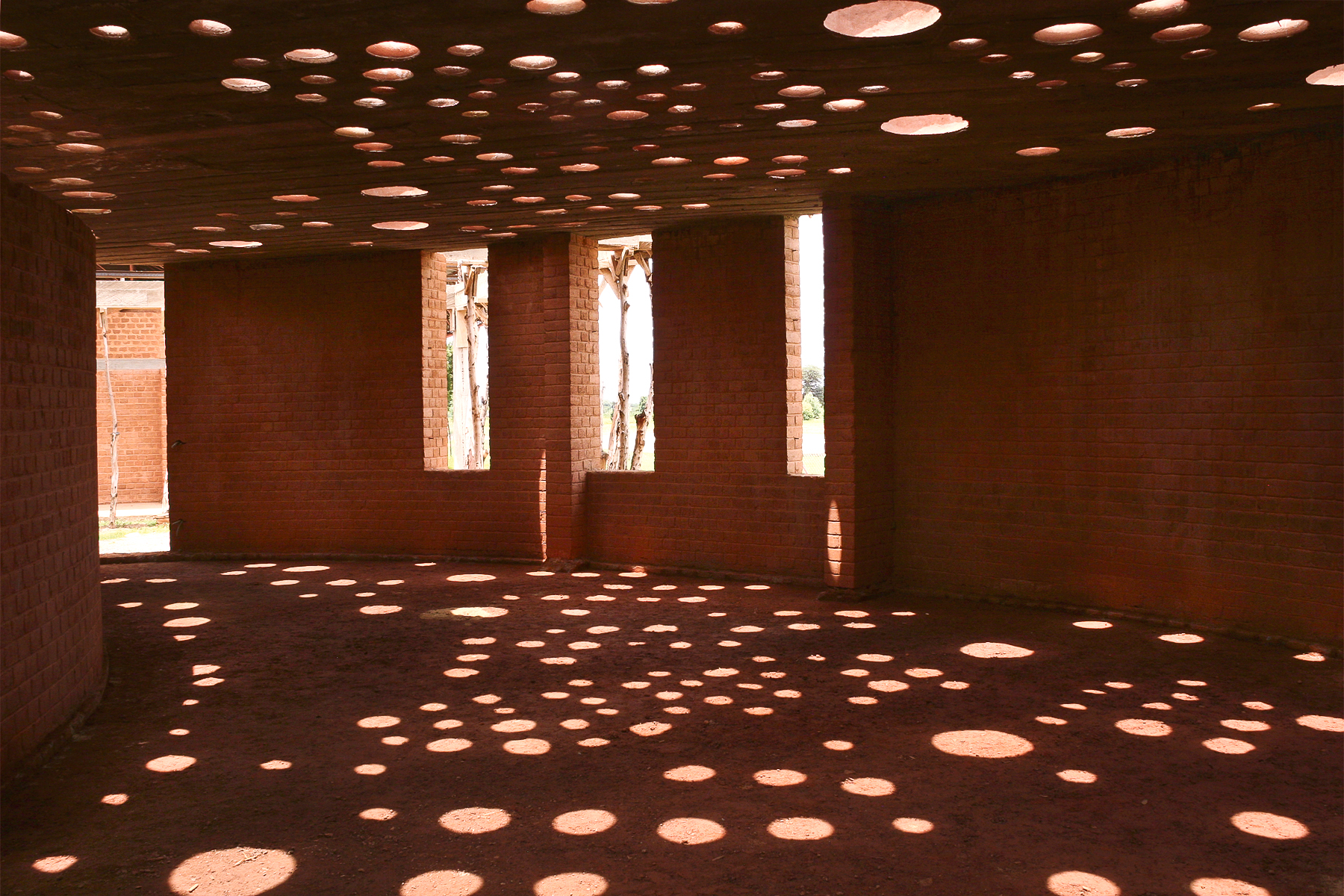
Bibliothèque, Gando.

L'édifice de la bibliothèque constitue un point de raccord entre le premier bâtiment scolaire et son extension. Avec sa forme elliptique particulière, il se distingue des autres édifices scolaires. Le plafond de la bibliothèque est très innovant, notamment car il utilise le savoir-faire local. Des vases en terre cuite, objets traditionnels produits par les femmes du village, ont été coupés sur place et mis dans la couverture de ciment. Ce dispositif permet de créer des ouvertures zénithales et permet une bonne ventilation. Un toit rectangulaire en tôle ondulé s'étend sur la couverture et au-delà de la bibliothèque, afin de créer une zone ombragée, close par une façade de fines branches d’eucalyptus.

### Collège de Gando

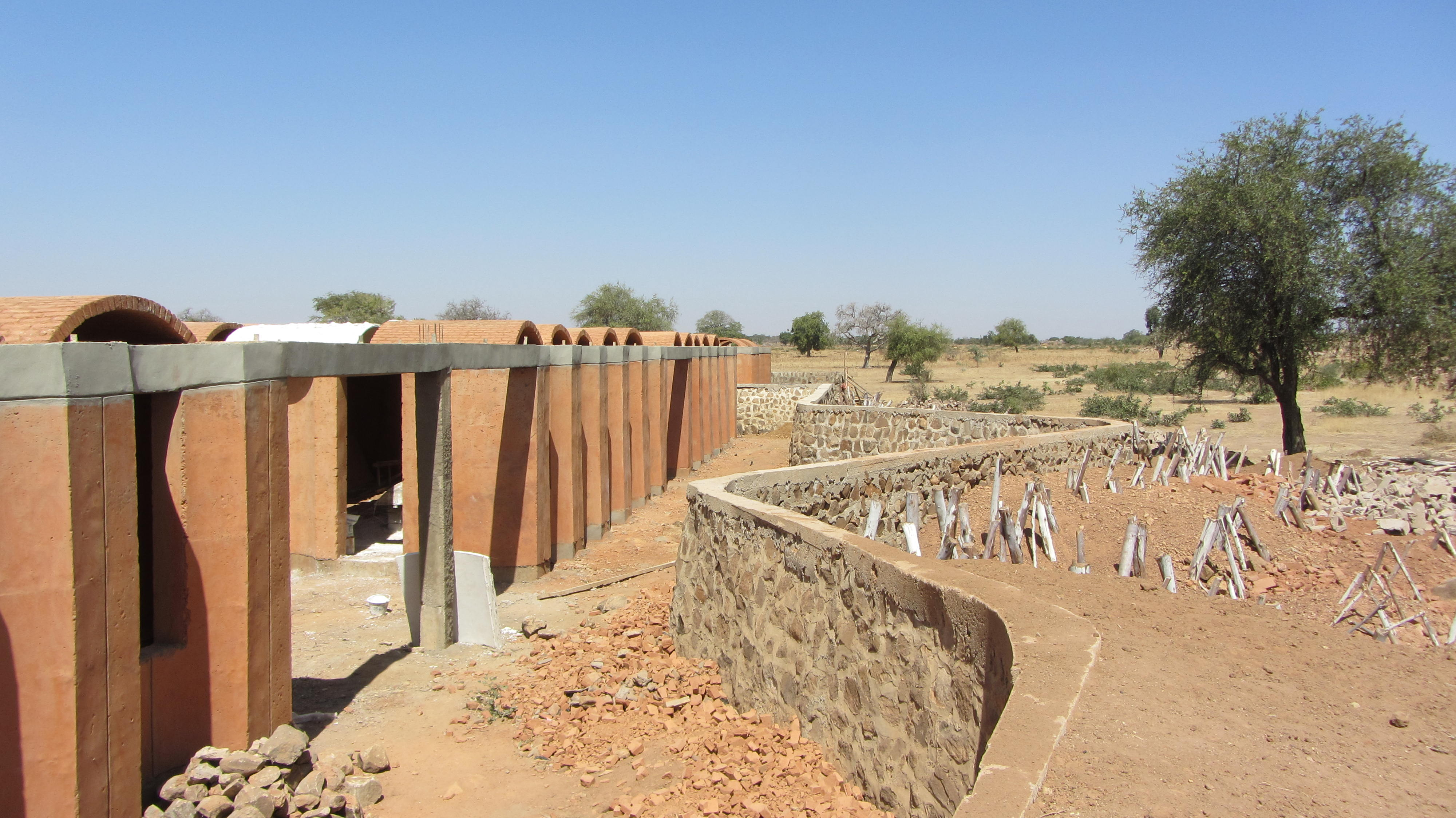
Collège, Gando.

Le nouveau complexe comprend douze salles de classe, une entrée, une bibliothèque, un bâtiment administratif et différents terrains sportifs. Il aura une capacité d'environ 1 000 étudiants. La construction a commencé en mai 2011, et l'ouverture est prévue pour la fin de l’année 2013. À cause des extrêmes conditions climatiques de la zone, le bâtiment intègre tous les espaces intérieurs de l'école dans une sorte d’oasis.
Dans le projet, la volonté était d’utiliser les ressources d'une façon soutenable et durable, afin de garantir une ventilation naturelle sans l'utilisation d'électricité (avec un système de refroidissement géothermique passif). La riche végétation au niveau du sol filtre en amont l'air qui entre. Une fois canalisé à travers des conduits souterrains, l’air refroidit les salles de classe grâce à des ouvertures dans le sol. L'air chaud dans les salles monte à travers les ouvertures dans le plafond, et sort dans l'espace entre le plafond et le toit. Le toit large et saillant permet au vent de circuler librement au-delà de la couverture, en fournissant un rapide rechange d'air. Pour éviter l’assèchement du sol, des arbres plantés tout autour des édifices scolaires sont irrigués grâce à la collecte de l'eau pluviale.
Le design de l'école s'inspire des agglomérations rurales traditionnelles de Burkina Faso. Les structures rondes sont bien incorporées dans le paysage rural. Les salles de classe sont disposées de façon à créer une cour protégée du sable transporté de l'Est par le vent harmattan. Au contraire, la structure est ouverte sur la façade Ouest, ce qui permet en exposer les bâtiments à la fraîche brise venue de l’Ouest. Grâce à ce design innovant,le projet a gagné le prix Holcim Gold 2012.

### Projet des manguiers de Gando

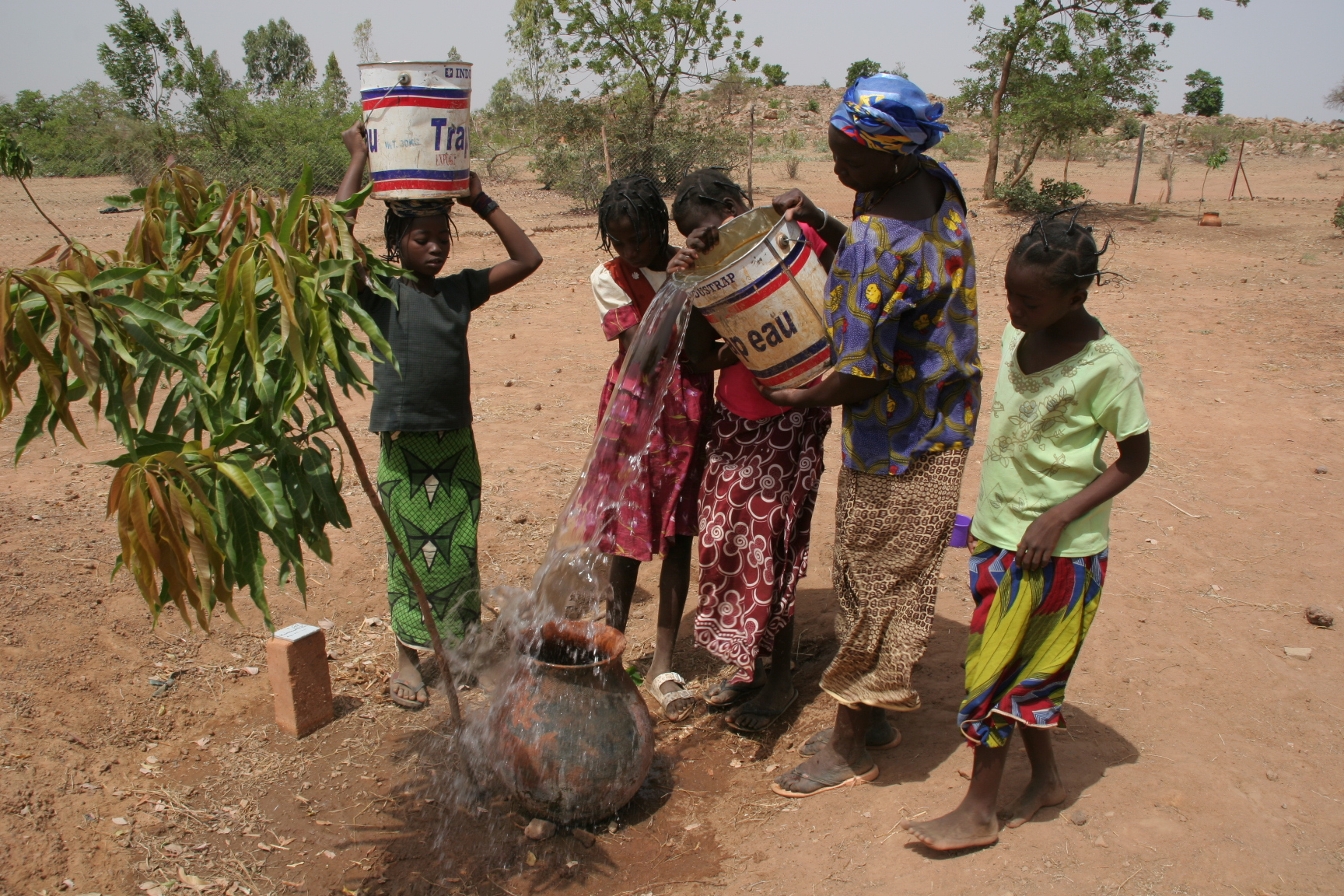
Projet du manguiers, Gando.

L’un des grands souhaits de Francis Kéré est de construire des écoles et ainsi de promouvoir l’accès à l’éducation à Gando notamment. Parallèlement il souhaite aussi améliorer les conditions alimentaires du village. L’un de ses grands projets est ainsi de créer une plantation de manguiers. Le projet tente à traiter plusieurs des problèmes présents dans la région. La faim est rare, mais la malnutrition est commune à Gando et dans la zone environnante.
L'aliment principal est le foufou, qui consiste en millet pilé et bouilli. Il contient peu de vitamines et beaucoup de villageois mangent seulement une fois par jour. La mangue quant à elle peut fournir une importante source de nourriture, de vitamines qui aident à renforcer le système immunitaire. De plus, les manguiers représentent une source importante d'ombre. Pendant la journée, la température atteint souvent les 40 degrés. Avec cette chaleur, l'espace frais sous le manguier devient un lieu de rencontre incomparable pour les villageois. Un endroit où les enfants jouent, étudient et se reposent.
Un autre objectif est de sensibiliser et responsabiliser les enfants à leur environnement. Chaque enfant doit s'occuper d'un arbre. De cette manière ils apprennent comment les planter et s'en occuper, et cette connaissance se transmet aux parents et aux générations futures. À cause de l’augmentation démographique et l'utilisation du bois comme source de combustible principale, le Burkina Faso a perdu 60 % de ses arbres dans les dernières quinze années. Ce phénomène est néfaste pour l'environnement. Les arbres créent de l'ombre, protègent le sol de l'érosion, arrêtent la désertification et régulent le régime d'eaux souterraines. En plus, les arbres contribuent à la fertilité du sol et donc à la biodiversité. À cause du climat chaud et sec du Burkina Faso, et du sévère manque de pluie entre octobre et juin, beaucoup de plantes et de jeunes arbres ne survivent pas. De plus, beaucoup d'entre eux sont attaqués par les termites. L’achat de pesticides et d’engrais reste très onéreux au Burkina Faso.
D’autre part leur utilisation endommage considérablement les écosystèmes. Pour remédier à ce problème, Francis Kéré a développé une idée novatrice qui consiste à préparer le sol avant la plantation de l'arbre. Le procédé est le suivant : il faut faire un trou puis le remplir avec de vieux os et de la viande, et laisser la mixture reposer quelques jours. Les os et la viande attirent des fourmis, qui colonisent le trou et mangent les termites. Débarrassés des termites, les arbres sont à même de grandir convenablement sans aucun engrais. Certains animaux comme les poulets sont attirés par l'ombre des arbres, et leurs crottins font fonction d'engrais naturel. De la sorte, l’usage d’engrais artificiels n’est pas nécessaire. Au lieu d'arroser les arbres deux fois par jour, Kéré a proposé cette idée : positionner des pots d'argile traditionnels à côté des arbres, avec une sorte de bouchon filtrant orienté directement vers les racines. Les pots d’argile préviennent l’évaporation et n’ont besoin d’être remplis qu’une fois par semaine, en donnant aux arbres un petit mais constant apport d’eau. De cette façon, une méthode simple mais concrète peut avoir un impact positif sur les vies des villageois de Gando.

### Village Opéra de Laongo

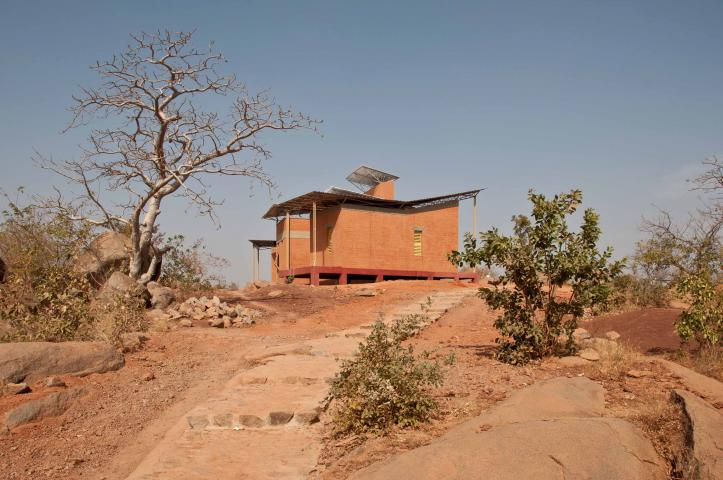
Un des modules pour le logement des enseignants dans le Village Opéra.

Opera House for Africa est un projet lancé par l'artiste allemand Christoph Schlingensief. L'artiste invite Francis Kéré à participer au projet, car il utilise des méthodes singulières : l’intégration de la population locale au processus de construction, la durabilité et l’utilisation de matériaux locaux. Le site potentiel de construction du Village Opéra a été sévèrement endommagé par les graves inondations en août 2009.
À la suite de ces inondations, Kéré doit modifier le projet préliminaire, et il développe et incorpore au projet de nouveaux prototypes de maisons pour aider la population de Laongo à reconstruire ses logements. Le Village Opéra est en construction sur un site de 12 hectares sur un petit plateau de Laongo, non loin de la capitale du Burkina Faso. Le site offre une vue imprenable sur le paysage de la région du Sahel. Le projet se compose d’un théâtre, de laboratoires, d’un centre médical, de modules de bâtiments résidentiels pour le personnel, d’un puits et d’une école de cinq cents places, ainsi que des classes de musique et cinéma. Au centre du projet, se trouve la salle de concert ou de théâtre. La scène et le parterre sont conçus et construits pour une pièce de théâtre en Allemagne et jamais utilisés. Néanmoins Francis Kéré en modifie légèrement la structure. Des tissus du Burkina Faso seront utilisés pour le revêtement des places assises et des murs intérieurs. Le théâtre sera complètement couvert par un revêtement de 15 mètres de hauteur.
Centre de santé et la promotion sociale (CSPS)
La réalisation d'une infirmerie dans le périmètre du Village Opéra répond au besoin d'améliorer l'assistance sanitaire de base pour la population locale. L'infirmerie, connue comme Centre de Santé et de Promotion Sociale ou CSPS, aura les ressources pour assurer des soins pendant plusieurs jours (sauf en présence de cas extrêmement graves). Un parcours mène les habitants de l'Opera House à l'infirmerie, ce parcours serpent offre des vues sur la savane.
Le CSPS de Laongo-Yanga est divisé en trois parties. Ces trois parties proposent un service d'odontologie, une section obstétrique et une unité de médecine générale. Ces trois différents services sont disposés autour d'une salle d'attente centrale. Les visiteurs et les familles des malades ont eux aussi de l’importance dans le projet, en effet des places assises à l'ombre leur sont dédiées. Chaque bâtiment a sa propre cour intérieure. Toute une réflexion, autour des conditions de vie des patients, a été incluse à la conception. Ainsi la création des fenêtres a été conçue pour être la plus agréable possible. Les fenêtres sont conçues comme des tableaux sur l’extérieur. Chaque tableau permet de découvrir une partie différente du paysage. Trois différents modules aux différentes dimensions existent. Chaque fenêtre a été soigneusement introduite dans la paroi extérieure selon l’orientation et la vue (elle est agrémentée d’une moustiquaire et d’un volet en verre ou en métal). Comme pour le Village Opéra, la priorité était d'utiliser des matériaux locaux comme l'argile et la pierre de latérite. La majorité des murs sont constitués d’une double couche de briques en terre comprimée. Les larges couvertures typiques du travail de Kéré auraient pu être une solution pour la protection des murs, mais leur prix élevé ne permettait pas leur utilisation. La présence d'une couche extérieure de briques crevées en béton recouverts par un enduit d'argile, rende inutile la présence d'une couverture de protection. Les travaux du CSPS se terminent à la fin de l’année 2013.

### Centre médical de Léo
En 2012, Kéré Architecture a lancé un nouveau projet pour la réalisation d'un centre médical à Léo, non loin de la frontière avec le Ghana et à environ 150 kilomètres de la capitale Ouagadougou. Le centre est destiné à accueillir les villageois de la campagne environnante (puisque le taux de fréquent renouvellement du personnel et l'absence de cliniques locales rendent l'hôpital local souvent surchargé). Le financement est géré par l'œuvre de bienfaisance allemande « Operieren in Afrika ». Le budget étant limité, Francis Kéré a décidé d’utiliser des modules préfabriqués pour le projet. Comme pour l'école secondaire de Gando, les murs seront construits avec des blocs de terre, et les toits seront en fer-blanc. Les modules sont disposés de manière que les toits ne se superposent pas, afin de garantir plus d'ombre. Dans la phase finale du projet, l'espace entre les modules deviendra un espace intérieur à part entière : tel un large couloir, il sera un vaste espace ouvert de circulation, agrémenté de bancs et d'arbres.

### Zhou Shan Harbour Development, Chine

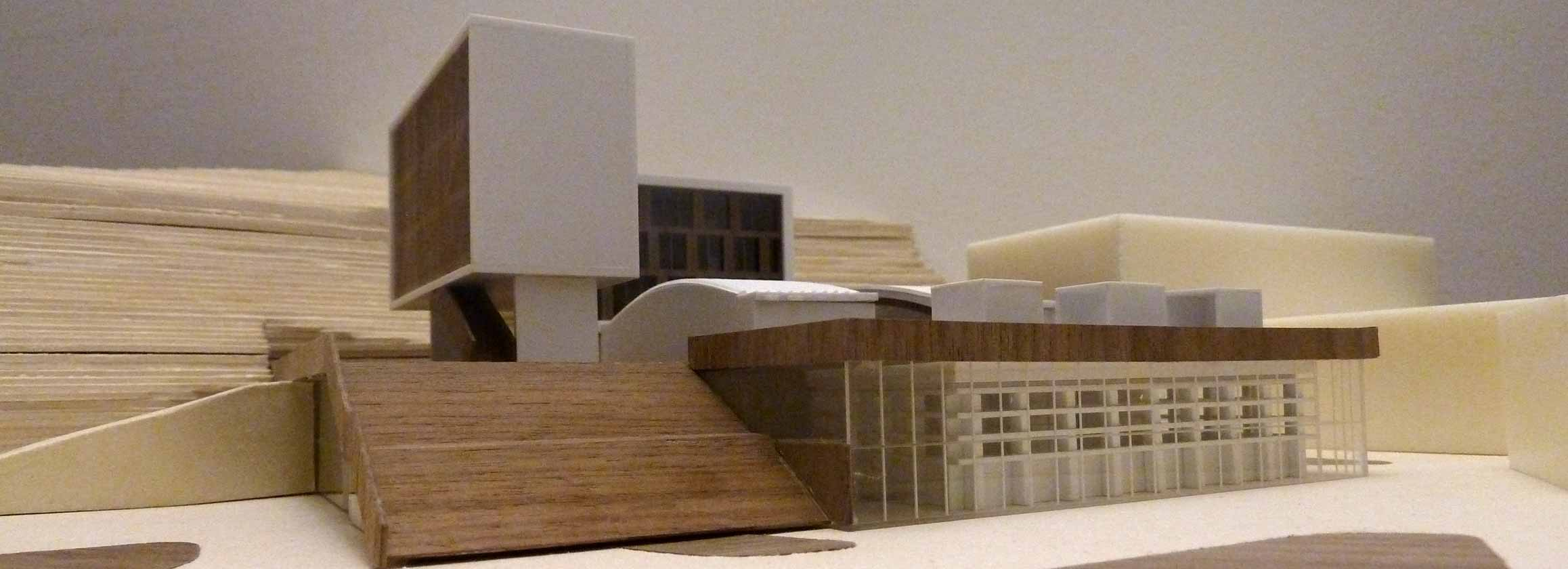
Zhou Shan Harbour Development, Chine

L’archipel de Zhoushan en Chine est le site d’un projet expérimental de réinsertion urbaine, dirigé par l’architecte chinois Wang Shu. Zhoushan est la capitale chinoise de la pêche, elle se situe à l’entrée du delta du Yang Tsé. Sa population est d’environ un million d’habitants. Le but du projet, lancé en 2009, est de transformer la zone du bassin industriel, Putuo, en un district touristique et culturel. Le bassin restera en vigueur et l’architecture maintiendra un dialogue entre modernité, histoire et héritage de la zone.
Le site se trouve sur une île à environ 300 mètres de la terre ferme. La parcelle de terre choisie regroupe un important ensemble d’édifices, môles et dépôts, construits pendant les dernières décennies. Le paysage du site est hétérogène: la partie méridionale se compose d’un raide versant montagneux, tandis que la partie septentrionale est traversée par des fleuves. La montagne, la mer, la ville et les centaines de bateaux constituent l’essence de ce site extraordinaire.
Pendant la nuit la silhouette de la ville est illuminée et le profil de la montagne se réfléchit dans l’eau du marché à poisson. Diébédo Francis Kéré a conçu pour la zone une galerie d’exposition, un centre d’informations, des ateliers artistiques et un cultural creativity garden. Le projet s'est conçu autour d’une plateforme qui s’étend du site jusqu’à la montagne. Cette plateforme délimite le site du côté ouest. Elle constitue un espace de transition entre le site industriel du district et le milieu naturel qui se trouve derrière lui. De plus, cette même plateforme se prolonge au-dessus de la route, créant un tunnel. Cela augmente ainsi la surface constructible pour des nouvelles constructions.
L’édifice au-dessous de la plateforme était autrefois une usine de glace. Kéré Architecture utilisera la réserve d’eau existante en haut de l’édifice, en la transformant en un jardin avec des plantes qui pousseront autour de l’eau. Les visiteurs des trois «tea house» chinoises dans le jardin bénéficieront de l’agréable qualité de l’air et de la belle vue sur la montagne et sur le site. Deux nouveaux édifices en haut de la plateforme fournissent l’espace nécessaire pour l’espace d’exposition et la galerie artistique. Le premier édifice est situé à la fin de la plateforme à côté de la montagne. Le deuxième, identique en forme et dimension, est positionné perpendiculaire au premier.
L’espace expositif peut fonctionner indépendamment ou conjointement aux ateliers artistiques. Avec les trois grands récipients de la teahouse, l’ensemble délimite une cour ouverte sur la plateforme. En plus, la section du toit de la vieille usine a été coupée en deux moitiés, en permettant une promenade à travers elle. La lumière peut pénétrer jusqu’au rez-de-chaussée. Intérieur et extérieur sont visuellement reliés, étant donné que les édifices ouvrent à une série de vues qui invitent les visiteurs à traverser les espaces et à découvrir les diversités du creativity garden. Un vaste escalier en plein air guide les visiteurs jusqu’au sommet de la plateforme, en offrant la plaisante opportunité de s’asseoir et se détendre pendant l’été. Les matériaux utilisés et le système de ventilation sont simples et low-tech. Le béton est utilisé comme matériau de construction de base, grâce à sa résistance à l’humidité. La structure principale de l’usine sera restaurée.
Une grande transparence est rendue possible grâce à des éléments de verre présents du sol jusqu’au plafond. La lumière solaire entre dans les pièces en créant innombrables vues sur le site dans son entier. Les façades méridionale et orientale sont particulièrement exposées au soleil pendant l’été. Des couches de bambou font fonction d’écrans extérieurs, ce qui donne un aspect légèrement irrégulier à la façade. Les façades septentrionale et occidentale sont tournées vers les montagnes et le bassin resteront libres. Des panneaux de bois et des panneaux de verre composent la façade, ce qui permet de réguler les besoins de transparence et de protection solaire. Pour prévenir le surchauffement estival, l’air circule à travers les différentes couches qui composent la façade. La disposition plutôt espacé des édifices favorise aussi cette bonne ventilation.

### Musée de la Croix-Rouge et du Croissant-Rouge International, Genève

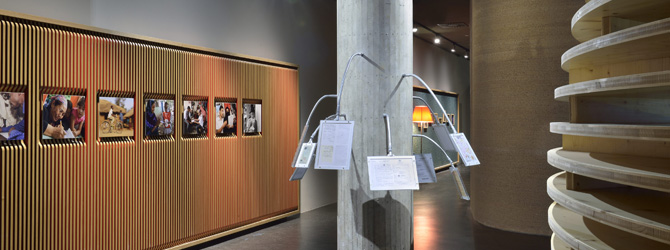
Le musée de la Croix-Rouge et du Croissant-Rouge Internationale, Genève

L’« aventure humanitaire », le nouvel espace d’exposition permanent dans le Musée international de la Croix-Rouge et du Croissant-Rouge, ouvert en 2012, présente trois grands défis actuels. Trois espaces distincts, conçus chacun par trois architectes connus au niveau international avec différentes expériences culturelles. Chaque architecte a travaillé sur un thème : Gringo Cardia (Brésil) a travaillé sur la « défense de la dignité humaine », Shigeru Ban (Japon) a développé le sujet « limiter les risques naturels », et enfin Francis Kéré avec le thème « reconstruire le lien familial ».
Le passage noir de l’entrée, délimité par des murs en béton de chanvre, encourage le visiteur à considérer les émotions effrayées et suffocantes des tragédies familiales. Au centre de cette partie de l’exposition il y a une tour, également en béton de chanvre, qui représente une référence architecturale aux cabanes traditionnelles des familles nucléaires. La tour laisse pénétrer peu de lumière et son plancher est en acier Corten avec un aspect rouillé. Cet espace est un mémorial à de grandes tragédies comme le massacre de Srebrenica. L’« Arbre de Messages », avec ses branches métalliques, il rappelle le contraste froid entre la nature et la guerre. La connexion entre la nature et la famille est un sous-thème important dans la partie d’exposition de Francis Kéré. La « chambre des témoins » contraste avec la tour, puisqu’ici l’accent est mis sur la transparence et l’espoir plutôt que sur les ténèbres et le désespoir. Cet espace souligne le rôle important joué par les témoignages oculaires dans l’action humanitaire. L’utilisation de matériaux simples met l’accent sur le lien fondamental entre la famille, les racines et la nature, et la grande importance de la difficile recherche de personnes disparues.

### Centre Noomdo, Koudougou, Burkina Faso

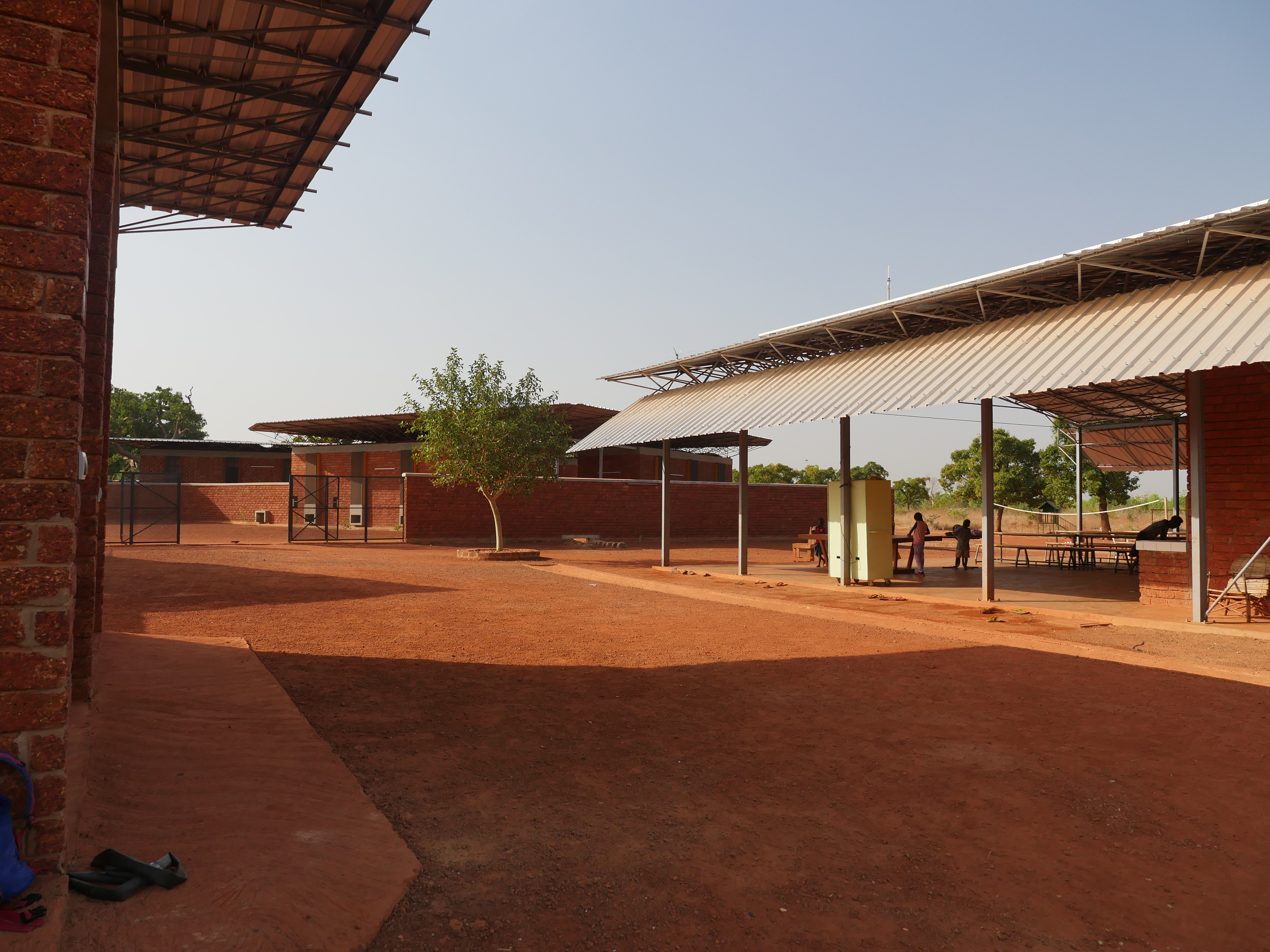
Cour intérieure du Centre Noomdo

Le 19 février 2016 a été inauguré l'orphelinat « Centre Noomdo » dans la localité de Youlou à 2 km de la ville Koudougou. Cette construction a été faite en utilisant des matériaux locaux.

## Autres projets
Kéré a participé à plusieurs conférences et a conçu des études pour des projets dans de nombreux pays à travers le monde. Ses idées ont été présentées à la Deutsches Architektur à Francfort et à l'Expo 2008 à Saragosse. Il a également conçu des prototypes de bâtiments scolaires qui sont adaptées aux différentes régions climatiques du Yémen.
Le centre d’architecture Arc en rêve à Bordeaux a consacré une exposition à Kéré, de décembre 2012 à mai 2013.
D'octobre 2010 à janvier 2011, des modèles et photos de projets de Kéré ont été présentés au MoMA de New York, dans une exposition intitulée Small Scale, Big Change: New Architectures of Social Engagement.
En juin 2010, Kéré a participé au Congrès International d'Architecture à Pampelune, intitulé Architecture: more for less.

## Enseignement
Kéré a travaillé comme professeur à son alma mater à Berlin. Pendant l'été du 2012, Kéré a enseigné à l'université du Wisconsin à Milwaukee et, dès l'automne 2012, il est professeur à la Harvard Graduate School of Design. En 2013, il devient professeur à l'Académie d'architecture de Mendrisio, en Suisse.

## Prix
- Prix Aga Khan d'architecture[36] (2004)
- Global Award for Sustainable Architecture[37]  (2009)
- BSI Swiss Architectural Award[38] (2010)
- Marcus Prize for Architecture[39]  (2011)
- Regional Holcim Award Gold[40]  (2011) Africa Middle East
- Global Holcim Award Gold[41] (2012)
- Prix Pritzker[42](2022)
- Praemium Imperiale[43] (2023)
- Crystal Awards[44] (2024)